# Arizona Cardinals 2019
La stagione 2019 degli Arizona Cardinals è stata la 100ª della franchigia nella National Football League, la 32ª nello stato dell'Arizona e la prima con Kliff Kingsbury come capo-allenatore. In possesso della prima scelta assoluta nel Draft NFL 2019, la squadra scelse il quarterback da Oklahoma Kyler Murray che a fine anno fu premiato come rookie offensivo dell'anno. La squadra migliorò il record di 3-13 dell'anno precedente salendo a 5-10-1 ma non riuscendo a qualificarsi per i playoff per il quarto anno consecutivo.
Bill Bidwill, che possedeva la squadra sin dal 1972, morì il 2 ottobre 2019, all'età di 88 anni.

## Scelte nel Draft 2019

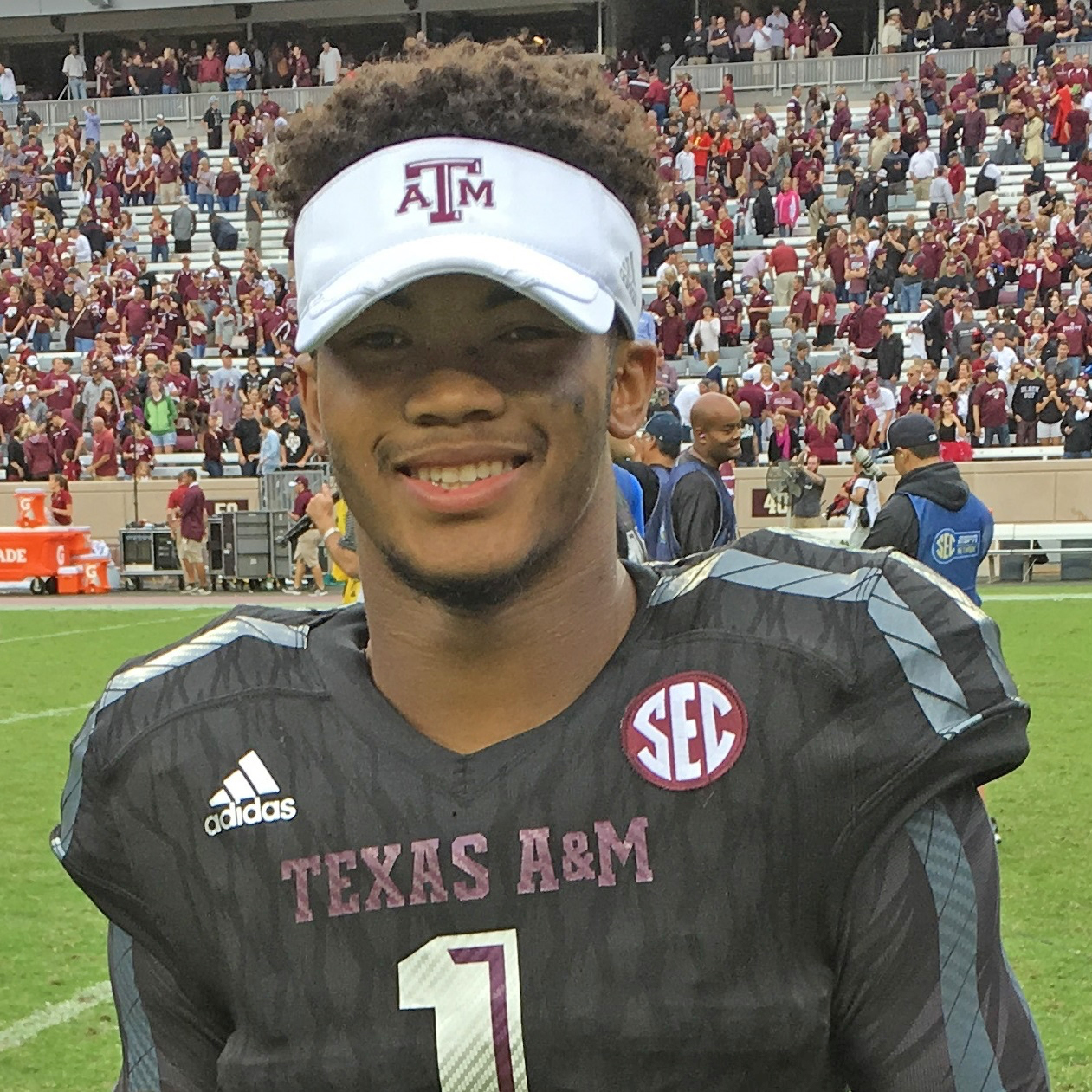
La prima scelta assoluta del Draft 2019, Kyler Murray

| Scelte dei Cardinals nel Draft 2019 |        |                  |       |                |
| Giro                                | Scelta | Giocatore        | Ruolo | College        |
| 1                                   | 1      | Kyler Murray     | QB    | Oklahoma       |
| 2                                   | 33     | Byron Murphy     | CB    | Washington     |
| 2                                   | 62     | Andy Isabella    | WR    | Massachusetts  |
| 3                                   | 65     | Zach Allen       | DE    | Boston College |
| 4                                   | 103    | Hakeem Butler    | WR    | Iowa State     |
| 5                                   | 139    | Deionte Thompson | S     | Alabama        |
| 6                                   | 174    | Keesean Johnson  | WR    | Fresno State   |
| 6                                   | 179    | Lamont Gaillard  | C     | Georgia        |
| 7                                   | 248    | Joshua Miles     | T     | Morgan State   |
| 7                                   | 249    | Michael Dogbe    | DE    | Temple         |
| 7                                   | 254    | Caleb Wilson     | TE    | UCLA           |

## Staff
| Staff degli Arizona Cardinals nel 2019 |
| --- |
| Organi dirigenziali - Proprietario – Famiglia Bidwill - Chairman/Presidente – Michael Bidwill - General manager – Steve Keim - Direttore del personale – Quentin Harris - Assistente del direttore del personale – Dru Grigson - Vice presidente del personale – Terry McDonough - Direttore degli osservatori del college – Chris Culmer - Direttori degli osservatori dei professionisti – Adrian Wilson - Director dell'amministrazione – Matt Harriss - Director delle operazioni – Matt Caracciolo Capo allenatore - Capo-allenatore – Kliff Kingsbury - Assistente c.a./Coordinatore special team – Jeff Rodgers Altri allenatori - Preparatore atletico – Buddy Morris - Assistente p.a. – Vernon Stephens Allenatori dell'attacco - Coordinatore offensivo/Quarterback – Tom Clements - Assistente quarterback – Cameron Turner - Running Back – James Saxon - Wide Receiver – David Raih - Assistente Wide Receiver – Peter Badovinac - Tight End – Steve Heiden - Offensive Line – Sean Kugler - Assistente Offensive Line – Brian Natkin - Controllo qualità attacco – Spencer Whipple - Assistente attacco – Jerry Sullivan Allenatori della difesa - Coordinatore difensivo – Vance Joseph - Defensive Line – Chris Achuff - Linebackers – Billy Davis - Assistente Linebacker – Charlie Bullen - Defensive Back – Marcus Robertson - Cornerback – Greg Williams - Assistente difesa – Chris Wilson - Assistente difesa – Rusty McKinney - Controllo qualità difesa – Rob Grosso Allenatori dello special team - Assistente special team – Randall McCray |

## Roster
| Roster degli Arizona Cardinals nel 2019 |
| --- |
| Quarterback - 7 Brett Hundley - 1 Kyler Murray Running Back - 41 Kenyan Drake - 29 Chase Edmonds - 37 D.J. Foster - 31 David Johnson Wide Receiver - 14 Damiere Byrd - 15 Michael Crabtree - 11 Larry Fitzgerald - 89 Andy Isabella - 19 KeeSean Johnson - 13 Christian Kirk - 16 Trent Sherfield Tight End - 85 Charles Clay - 87 Maxx Williams Offensive Linemen - 52 Mason Cole C - 65 Lamont Gaillard C - 74 D.J. Humphries T - 66 Joshua Miles T - 79 Jordan Mills T - 71 Justin Murray T - 67 Justin Pugh G - 53 A.Q. Shipley C - 64 J.R. Sweezy G - 78 Brett Toth T - 68 Jeremy Vujnovich G Defensive Linemen - 97 Zach Allen DE - 72 Miles Brown NT - 90 Jonathan Bullard DE - 91 Michael Dogbe DE - 95 Rodney Gunter DE - 93 Clinton McDonald DE - 98 Corey Peters NT Linebacker - 42 Dennis Gardeck ILB - 58 Jordan Hicks ILB - 55 Chandler Jones OLB - 54 Cassius Marsh OLB - 43 Haason Reddick ILB - 50 Brooks Reed OLB - 56 Terrell Suggs OLB - 47 Zeke Turner ILB - 59 Joe Walker ILB Defensive Back - 32 Budda Baker FS - 20 Tramaine Brock CB - 25 Chris Jones CB - 33 Byron Murphy CB - 27 Kevin Peterson CB - 36 D.J. Swearinger SS - 35 Deionte Thompson FS - 34 Jalen Thompson SS - 28 Charles Washington S Special Team - 46 Aaron Brewer LS - 5 Zane Gonzalez K - 4 Andy Lee P Lista delle riserve - 23 Robert Alford CB (IR) - 17 Hakeem Butler WR (IR) - 73 Max Garcia G (PUP) - 76 Marcus Gilbert T (IR) - 21 Patrick Peterson CB (Sospeso) - 27 Josh Shaw SS (IR) - 75 William Sweet OT (IR) - 26 Brandon Williams CB (IR) Squadra di allenamento - 30 Jalen Davis CB - 39 Justin Davis RB - 10 Johnnie Dixon WR - 49 Kylie Fitts LB - 70 Sam Jones C - 45 Pete Robertson LB - 2 Kyle Sloter QB - 84 Caleb Wilson TE 53 attivi, 8 inattivi, 8 nella squadra di allenamento |
| Legenda - I rookie sono in corsivo. - Il primo ruolo è il principale mentre gli eventuali successivi indicano i ruoli secondari. - (IR) sta per Injured Reserve ed indica la lista ristretta per un solo giocatore infortunato che può tornare ad allenarsi dopo la settimana 6 e a rientrare in prima squadra dopo che questa ha giocato 8 partite. - (NF-Inj.) / (NF-Ill.) stanno rispettivamente per Non-Football Injured e Non-Football Illness ed indicano le liste dove viene inserito un giocatore che ha un infortunio o una malattia non dipendente dal football americano. - (PUP) sta per Physically Unable to Perform ed indica la lista dove viene inserito un giocatore mentre è in attesa di recuperare la condizione fisica. Nella stagione regolare dopo la sesta partita giocata dalla propria squadra, il giocatore ha tempo tre settimane per riprendere ad allenarsi, più tre settimane aggiuntive dal suo rientro agli allenamenti per rientrare in prima squadra. |

## Calendario

### Stagione regolare
| Stagione regolare | Stagione regolare  | Stagione regolare       | Stagione regolare  | Stagione regolare  | Stagione regolare             | Stagione regolare  |
| Turno             | Data               | Avversario              | Risultato          | Record             | Stadio                        | Sintesi            |
| ----------------- | ------------------ | ----------------------- | ------------------ | ------------------ | ----------------------------- | ------------------ |
| 1                 | 8 settembre        | Detroit Lions           | P 27–27 (dts)      | 0–0–1              | State Farm Stadium            | Recap              |
| 2                 | 15 settembre       | at Baltimore Ravens     | S 17–23            | 0–1–1              | M&T Bank Stadium              | Recap              |
| 3                 | 22 settembre       | Carolina Panthers       | S 20–38            | 0–2–1              | State Farm Stadium            | Recap              |
| 4                 | 29 settembre       | Seattle Seahawks        | S 10–27            | 0–3–1              | State Farm Stadium            | Recap              |
| 5                 | 6 ottobre          | at Cincinnati Bengals   | V 26–23            | 1–3–1              | Paul Brown Stadium            | Recap              |
| 6                 | 13 ottobre         | Atlanta Falcons         | V 34–33            | 2–3–1              | State Farm Stadium            | Recap              |
| 7                 | 20 ottobre         | at New York Giants      | V 27–21            | 3–3–1              | MetLife Stadium               | Recap              |
| 8                 | 27 ottobre         | at New Orleans Saints   | S 9–31             | 3–4–1              | Mercedes-Benz Superdome       | Recap              |
| 9                 | 31 ottobre         | San Francisco 49ers     | S 25–28            | 3–5–1              | State Farm Stadium            | Recap              |
| 10                | 10 novembre        | at Tampa Bay Buccaneers | S 27–30            | 3–6–1              | Raymond James Stadium         | Recap              |
| 11                | 17 novembre        | at San Francisco 49ers  | S 26–36            | 3–7–1              | Levi's Stadium                | Recap              |
| 12                | Settimana di pausa | Settimana di pausa      | Settimana di pausa | Settimana di pausa | Settimana di pausa            | Settimana di pausa |
| 13                | 1º dicembre        | Los Angeles Rams        | S 7–34             | 3–8–1              | State Farm Stadium            | Recap              |
| 14                | 8 dicembre         | Pittsburgh Steelers     | S 17–23            | 3–9–1              | State Farm Stadium            | Recap              |
| 15                | 15 dicembre        | Cleveland Browns        | V 38–24            | 4–9–1              | State Farm Stadium            | Recap              |
| 16                | 22 dicembre        | at Seattle Seahawks     | V 27–13            | 5–9–1              | CenturyLink Field             | Recap              |
| 17                | 29 dicembre        | at Los Angeles Rams     | S 24–31            | 5–10–1             | Los Angeles Memorial Coliseum | Recap              |

Nota: Gli avversari della propria division sono in grassetto.

## Classifiche

### Division
| NFC West            | NFC West | NFC West | NFC West | NFC West | NFC West | NFC West | NFC West | NFC West |
| vedi • disc. • mod. | V        | S        | P        | PCT      | DIV      | CONF     | PF       | PS       |
| ------------------- | -------- | -------- | -------- | -------- | -------- | -------- | -------- | -------- |
| San Francisco 49ers | 13       | 3        | 0        | .813     | 5-1      | 10-2     | 479      | 310      |
| Seattle Seahawks    | 11       | 5        | 0        | .688     | 3-3      | 8-4      | 405      | 398      |
| Los Angeles Rams    | 9        | 7        | 0        | .563     | 3-3      | 7-5      | 394      | 364      |
| Arizona Cardinals   | 5        | 10       | 1        | .344     | 1-5      | 3-8-1    | 361      | 442      |
|                     |          |          |          |          |          |          |          |          |
|                     |          |          |          |          |          |          |          |          |

### Conference
| National Football Conference           | National Football Conference | National Football Conference | National Football Conference | National Football Conference | National Football Conference | National Football Conference | National Football Conference | National Football Conference | National Football Conference | National Football Conference |
| Pos.                                   | Squadra                      | Division                     | V                            | S                            | P                            | PCT                          | DIV                          | CONF                         | SOS                          | SOV                          |
| Capolista di Division                  | Capolista di Division        | Capolista di Division        | Capolista di Division        | Capolista di Division        | Capolista di Division        | Capolista di Division        | Capolista di Division        | Capolista di Division        | Capolista di Division        | Capolista di Division        |
| -------------------------------------- | ---------------------------- | ---------------------------- | ---------------------------- | ---------------------------- | ---------------------------- | ---------------------------- | ---------------------------- | ---------------------------- | ---------------------------- | ---------------------------- |
| 1                                      | San Francisco 49ers          | West                         | 8                            | 0                            | 0                            | 1.000                        | 2-0                          | 5-0                          | .341                         | .341                         |
| 2                                      | New Orleans Saints           | South                        | 7                            | 1                            | 0                            | .875                         | 1-0                          | 5-1                          | .522                         | .508                         |
| 3                                      | Green Bay Packers            | North                        | 7                            | 2                            | 0                            | .778                         | 3-0                          | 4-1                          | .513                         | .517                         |
| 4                                      | Dallas Cowboys               | East                         | 5                            | 3                            | 0                            | .625                         | 4-0                          | 4-2                          | .377                         | .250                         |
| Wild Card                              |                              |                              |                              |                              |                              |                              |                              |                              |                              |                              |
| 5                                      | Minnesota Vikings            | West                         | 7                            | 2                            | 0                            | .778                         | 2-0                          | 4-1                          | .418                         | .307                         |
| 6                                      | Seattle Seahawks             | North                        | 6                            | 3                            | 0                            | .667                         | 1-2                          | 5-2                          | .422                         | .324                         |
| In corsa per i play-off                |                              |                              |                              |                              |                              |                              |                              |                              |                              |                              |
| 7                                      | Los Angeles Rams             | West                         | 5                            | 3                            | 0                            | .625                         | 0-2                          | 3-3                          | .492                         | .375                         |
| 8                                      | Carolina Panthers            | South                        | 5                            | 3                            | 0                            | .625                         | 1-1                          | 2-3                          | .507                         | .443                         |
| 9                                      | Philadelphia Eagles          | East                         | 5                            | 4                            | 0                            | .556                         | 1-1                          | 3-4                          | .447                         | .429                         |
| 10                                     | Detroit Lions                | North                        | 3                            | 4                            | 1                            | .438                         | 0-2                          | 2-2-1                        | .528                         | .407                         |
| 11                                     | Arizona Cardinals            | West                         | 3                            | 5                            | 1                            | .389                         | 0-2                          | 2-4-1                        | .534                         | .120                         |
| 12                                     | Chicago Bears                | North                        | 3                            | 5                            | 0                            | .375                         | 1-1                          | 2-3                          | .529                         | .370                         |
| 13                                     | Tampa Bay Buccaneers         | South                        | 2                            | 6                            | 0                            | .250                         | 1-2                          | 2-5                          | .642                         | .625                         |
| 14                                     | New York Giants              | East                         | 2                            | 7                            | 0                            | .222                         | 1-2                          | 2-5                          | .526                         | .176                         |
| 15                                     | Atlanta Falcons              | South                        | 1                            | 7                            | 0                            | .125                         | 0-0                          | 1-4                          | .593                         | .556                         |
| 16                                     | Washington Redskins          | East                         | 1                            | 8                            | 0                            | .111                         | 0-3                          | 0-6                          | .579                         | .125                         |
| Criteri di spareggio                   |                              |                              |                              |                              |                              |                              |                              |                              |                              |                              |
| 1.                                     |                              |                              |                              |                              |                              |                              |                              |                              |                              |                              |
| Legenda                                |                              |                              |                              |                              |                              |                              |                              |                              |                              |                              |
| w — wild card ottenuta                 |                              |                              |                              |                              |                              |                              |                              |                              |                              |                              |
| x — partecipazione ai playoff ottenuta |                              |                              |                              |                              |                              |                              |                              |                              |                              |                              |
| y — campioni di division               |                              |                              |                              |                              |                              |                              |                              |                              |                              |                              |
| z — salto del primo turno di play-off  |                              |                              |                              |                              |                              |                              |                              |                              |                              |                              |
| * — vantaggio del campo ottenuto       |                              |                              |                              |                              |                              |                              |                              |                              |                              |                              |

## Premi
- Kyler Murray:

rookie offensivo dell'anno

### Premi settimanali e mensili
- Kyler Murray:

giocatore offensivo della NFC della settimana 6
rookie della settimana 6
- Chandler Jones:

difensore della NFC della settimana 7
difensore della NFC della settimana 16
- Zane Gonzalez:

giocatore degli special team della NFC del mese di ottobre
- Patrick Peterson:

difensore della NFC della settimana 15
- Kenyan Drake:

running back della settimana 15